# Camila Cabello/Diskografie
Diese Diskografie ist eine Übersicht über die musikalischen Werke der kubanisch-US-amerikanischen Pop-Sängerin Camila Cabello. Den Quellenangaben und Schallplattenauszeichnungen zufolge hat sie bisher mehr als 92 Millionen Tonträger verkauft, davon allein in den Vereinigten Staaten über 43 Millionen. Ihre erfolgreichste Veröffentlichung ist die Single Señorita mit über 23,2 Millionen verkauften Einheiten. Die Single verkaufte sich allein in Deutschland über eine Million Mal, womit sie zu den meistverkauften Singles in Deutschland zählt.

## Alben

### Studioalben
| Jahr | Titel                                           | Höchstplatzierung, Gesamtwochen, AuszeichnungChartplatzierungen (Jahr, Titel, Platzierungen, Wochen, Auszeichnungen, Anmerkungen) | Höchstplatzierung, Gesamtwochen, AuszeichnungChartplatzierungen (Jahr, Titel, Platzierungen, Wochen, Auszeichnungen, Anmerkungen) | Höchstplatzierung, Gesamtwochen, AuszeichnungChartplatzierungen (Jahr, Titel, Platzierungen, Wochen, Auszeichnungen, Anmerkungen) | Höchstplatzierung, Gesamtwochen, AuszeichnungChartplatzierungen (Jahr, Titel, Platzierungen, Wochen, Auszeichnungen, Anmerkungen) | Höchstplatzierung, Gesamtwochen, AuszeichnungChartplatzierungen (Jahr, Titel, Platzierungen, Wochen, Auszeichnungen, Anmerkungen) | Anmerkungen                                                  |
| Jahr | Titel                                           | DE | AT | CH | UK | US | Anmerkungen                                                  |
| ---- | ----------------------------------------------- | --- | --- | --- | --- | --- | ------------------------------------------------------------ |
| 2018 | Camila Syco Music, Epic Records (Sony)          | DE8 (10 Wo.)DE | AT6 (6 Wo.)AT | CH3 Platin · (12 Wo.)CH | UK2 Gold · (34 Wo.)UK | US1 Platin · (97 Wo.)US | Erstveröffentlichung: 12. Januar 2018 Verkäufe: + 1.850.000  |
| 2019 | Romance Syco Music, Epic Records (Sony)         | DE55 (1 Wo.)DE | AT35 (1 Wo.)AT | CH19 (3 Wo.)CH | UK14 Gold · (15 Wo.)UK | US3 Platin · (41 Wo.)US | Erstveröffentlichung: 6. Dezember 2019 Verkäufe: + 1.490.000 |
| 2022 | Familia Epic Records (Sony)                     | DE27 (2 Wo.)DE | AT22 (2 Wo.)AT | CH13 (4 Wo.)CH | UK9 (2 Wo.)UK | US10 (11 Wo.)US | Erstveröffentlichung: 8. April 2022 Verkäufe: + 169.000      |
| 2024 | C,XOXO Geffen Records, Interscope Records (UMG) | DE20 (1 Wo.)DE | AT16 (1 Wo.)AT | CH15 (2 Wo.)CH | UK20 (1 Wo.)UK | US13 (3 Wo.)US | Erstveröffentlichung: 28. Juni 2024                          |

## Singles

### Als Leadmusikerin
| Jahr | Titel Album                                                    | Höchstplatzierung, Gesamtwochen, AuszeichnungChartplatzierungen (Jahr, Titel, Album, Platzierungen, Wochen, Auszeichnungen, Anmerkungen) | Höchstplatzierung, Gesamtwochen, AuszeichnungChartplatzierungen (Jahr, Titel, Album, Platzierungen, Wochen, Auszeichnungen, Anmerkungen) | Höchstplatzierung, Gesamtwochen, AuszeichnungChartplatzierungen (Jahr, Titel, Album, Platzierungen, Wochen, Auszeichnungen, Anmerkungen) | Höchstplatzierung, Gesamtwochen, AuszeichnungChartplatzierungen (Jahr, Titel, Album, Platzierungen, Wochen, Auszeichnungen, Anmerkungen) | Höchstplatzierung, Gesamtwochen, AuszeichnungChartplatzierungen (Jahr, Titel, Album, Platzierungen, Wochen, Auszeichnungen, Anmerkungen) | Anmerkungen                                                                        | [↑]: gemeinsam behandelt mit vorhergehendem Eintrag; [←]: in beiden Charts platziert |
| Jahr | Titel Album                                                    | DE | AT | CH | UK | US | Anmerkungen                                                                        |                                                                                      |
| --- | -------------------------------------------------------------- | --- | --- | --- | --- | --- | ---------------------------------------------------------------------------------- | ------------------------------------------------------------------------------------ |
| 2017 | Crying in the Club –                                           | DE49 Gold · (15 Wo.)DE | AT49 (14 Wo.)AT | CH45 Platin · (13 Wo.)CH | UK12 Platin · (19 Wo.)UK | US47 Platin · (9 Wo.)US | Erstveröffentlichung: 19. Mai 2017 Verkäufe: + 2.730.000                           |                                                                                      |
| 2017 | I Have Questions –                                             | — | — | — | — | US— GoldUS | Erstveröffentlichung: 21. Mai 2017 Verkäufe: + 560.000                             |                                                                                      |
| 2017 | OMG –                                                          | — | — | — | UK67 (1 Wo.)UK | US81 (1 Wo.)US | Erstveröffentlichung: 3. August 2017 Verkäufe: + 200.000; feat. Quavo              |                                                                                      |
| 2017 | Havana Camila                                                  | DE2 Diamant · (51 Wo.)DE | AT2 ×2Doppelplatin · (42 Wo.)AT | CH2 ×7Siebenfachplatin · (60 Wo.)CH | UK1 ×4Vierfachplatin · (57 Wo.)UK | US1 Diamant · (46 Wo.)US | Erstveröffentlichung: 8. September 2017 Verkäufe: + 18.981.333; feat. Young Thug   |                                                                                      |
| 2018 | Never Be the Same Camila                                       | DE30 Gold · (13 Wo.)DE | AT15 Gold · (19 Wo.)AT | CH23 Platin · (15 Wo.)CH | UK7 Platin · (22 Wo.)UK | US6 ×4Vierfachplatin · (37 Wo.)US | Erstveröffentlichung: 9. Januar 2018 Verkäufe: + 6.243.000                         |                                                                                      |
| 2018 | Never Be the Same (Remix) –[DE: ↑][AT: ↑][CH: ↑][UK: ↑][US: ↑] | DE30 Gold · (13 Wo.)DE | AT15 Gold · (19 Wo.)AT | CH23 Platin · (15 Wo.)CH | UK7 Platin · (22 Wo.)UK | US6 ×4Vierfachplatin · (37 Wo.)US | Erstveröffentlichung: 27. April 2018 Verkäufe: + 30.000; feat. Kane Brown          |                                                                                      |
| 2018 | Sangria Wine –                                                 | — | — | CH92 (1 Wo.)CH | UK84 (1 Wo.)UK | US83 (1 Wo.)US | Erstveröffentlichung: 18. Mai 2018 Verkäufe + 70.000; mit Pharrell Williams        |                                                                                      |
| 2018 | Real Friends (Remix) –                                         | — | — | — | — | — | Erstveröffentlichung: 17. August 2018 Verkäufe + 30.000; feat. Swae Lee            |                                                                                      |
| 2018 | Consequences Camila                                            | — | — | — | UK— SilberUK | US51 Platin · (12 Wo.)US | Erstveröffentlichung: 9. Oktober 2018 Verkäufe: + 1.405.000                        |                                                                                      |
| 2019 | Mi persona favorita #ElDisco                                   | — | — | — | — | US— Gold (Latin)US | Erstveröffentlichung: 28. März 2019 Verkäufe: + 230.000; mit Alejandro Sanz        |                                                                                      |
| 2019 | Señorita Romance / Shawn Mendes (Deluxe)                       | DE1 ×3Dreifachgold · (40 Wo.)DE | AT1 ×4Vierfachplatin · (40 Wo.)AT | CH1 (60 Wo.)CH | UK1 ×3Dreifachplatin · (40 Wo.)UK | US1 ×5Fünffachplatin · (37 Wo.)US | Erstveröffentlichung: 21. Juni 2019 Verkäufe: + 23.233.333; mit Shawn Mendes       |                                                                                      |
| 2019 | Liar Romance                                                   | DE63 (12 Wo.)DE | AT50 Gold · (8 Wo.)AT | CH42 Gold · (17 Wo.)CH | UK21 Gold · (13 Wo.)UK | US52 Platin · (11 Wo.)US | Erstveröffentlichung: 5. September 2019 Verkäufe: + 2.010.000                      |                                                                                      |
| 2019 | Shameless Romance                                              | DE95 (1 Wo.)DE | AT63 (1 Wo.)AT | CH71 (1 Wo.)CH | UK50 Gold · (3 Wo.)UK | US60 Gold · (3 Wo.)US | Erstveröffentlichung: 5. September 2019 Verkäufe: + 1.230.000                      |                                                                                      |
| 2019 | Cry for Me Romance                                             | — | — | CH90 (1 Wo.)CH | UK85 (1 Wo.)UK | — | Erstveröffentlichung: 4. Oktober 2019 Verkäufe: + 20.000                           |                                                                                      |
| 2019 | Easy Romance                                                   | — | — | — | UK86 (1 Wo.)UK | — | Erstveröffentlichung: 11. Oktober 2019 Verkäufe: + 40.000                          |                                                                                      |
| 2019 | My Oh My Romance                                               | DE53 (8 Wo.)DE | AT38 Gold · (5 Wo.)AT | CH37 Gold · (13 Wo.)CH | UK13 Platin · (18 Wo.)UK | US12 ×2Doppelplatin · (27 Wo.)US | Erstveröffentlichung: 6. Dezember 2019 Verkäufe: + 3.535.000; feat. DaBaby         |                                                                                      |
| 2021 | Don’t Go Yet Familia                                           | DE70 (5 Wo.)DE | AT55 Gold · (2 Wo.)AT | CH45 Gold · (15 Wo.)CH | UK37 Silber · (11 Wo.)UK | US42 (9 Wo.)US | Erstveröffentlichung: 23. Juli 2021 Verkäufe: + 780.000                            |                                                                                      |
| 2021 | Oh Na Na –                                                     | — | — | — | — | — | Erstveröffentlichung: 29. Oktober 2021 Verkäufe: + 30.000; mit Myke Towers & Tainy |                                                                                      |
| 2022 | Bam Bam Familia                                                | DE12 (33 Wo.)DE | AT7 ×2Doppelplatin · (34 Wo.)AT | CH3 ×2Doppelplatin · (45 Wo.)CH | UK7 Platin · (24 Wo.)UK | US21 Platin · (20 Wo.)US | Erstveröffentlichung: 4. März 2022 Verkäufe: + 3.233.333; feat. Ed Sheeran         |                                                                                      |
| 2022 | Psychofreak Familia                                            | — | — | — | UK73 (2 Wo.)UK | US75 (1 Wo.)US | Erstveröffentlichung: 8. April 2022 feat. Willow                                   |                                                                                      |
| 2024 | I Luv It C,XOXO                                                | DE— aDE | AT59 (1 Wo.)AT | CH66 (1 Wo.)CH | UK61 (5 Wo.)UK | US81 (1 Wo.)US | Erstveröffentlichung: 27. März 2024 Verkäufe: + 65.000; feat. Playboi Carti        |                                                                                      |
| 2024 | He Knows C,XOXO                                                | — | — | — | — | — | Erstveröffentlichung: 10. Mai 2024 Verkäufe: + 20.000; feat. Lil Nas X             |                                                                                      |
| 2024 | Hot Uptown C,XOXO                                              | — | — | — | UK86 (1 Wo.)UK | US62 (1 Wo.)US | Erstveröffentlichung: 2. Juli 2024 feat. Drake                                     |                                                                                      |
| Folgende Lieder erschienen nicht als Single, wurden aber durch das Album zum Download und Streaming bereitgestellt und konnten somit eine Platzierung erlangen: |                                                                | | | | | |                                                                                    |                                                                                      |
| |                                                                | | | | | |                                                                                    |                                                                                      |
| 2018 | She Loves Control Camila                                       | — | — | CH59 (1 Wo.)CH | UK40 Silber · (11 Wo.)UK | US— GoldUS | Charteinstieg: 21. Januar 2018 Verkäufe: + 920.000                                 |                                                                                      |
| 2020 | First Man Romance                                              | — | — | — | — | US94 (1 Wo.)US | Charteinstieg: 8. Februar 2020                                                     |                                                                                      |
| 2021 | I’ll Be Home for Christmas –                                   | — | — | — | UK24 (5 Wo.)UK | US71 (4 Wo.)US | Charteinstieg: 9. Dezember 2021                                                    |                                                                                      |

### Als Gastmusikerin
| Jahr | Titel Album                                           | Höchstplatzierung, Gesamtwochen, AuszeichnungChartplatzierungen (Jahr, Titel, Album, Platzierungen, Wochen, Auszeichnungen, Anmerkungen) | Höchstplatzierung, Gesamtwochen, AuszeichnungChartplatzierungen (Jahr, Titel, Album, Platzierungen, Wochen, Auszeichnungen, Anmerkungen) | Höchstplatzierung, Gesamtwochen, AuszeichnungChartplatzierungen (Jahr, Titel, Album, Platzierungen, Wochen, Auszeichnungen, Anmerkungen) | Höchstplatzierung, Gesamtwochen, AuszeichnungChartplatzierungen (Jahr, Titel, Album, Platzierungen, Wochen, Auszeichnungen, Anmerkungen) | Höchstplatzierung, Gesamtwochen, AuszeichnungChartplatzierungen (Jahr, Titel, Album, Platzierungen, Wochen, Auszeichnungen, Anmerkungen) | Anmerkungen |
| Jahr | Titel Album                                           | DE | AT | CH | UK | US | Anmerkungen |
| ---- | ----------------------------------------------------- | --- | --- | --- | --- | --- | --- |
| 2015 | I Know What You Did Last Summer Handwritten Revisited | DE90 (4 Wo.)DE | — | CH51 (14 Wo.)CH | UK42 Platin · (16 Wo.)UK | US20 ×3Dreifachplatin · (20 Wo.)US | Erstveröffentlichung: 18. November 2015 Verkäufe: + 4.545.000; Shawn Mendes feat. Camila Cabello                               |
| 2016 | Bad Things Bloom                                      | DE58 (7 Wo.)DE | AT48 (7 Wo.)AT | CH43 (12 Wo.)CH | UK16 Platin · (12 Wo.)UK | US4 ×5Fünffachplatin · (23 Wo.)US | Erstveröffentlichung: 14. Oktober 2016 Verkäufe: + 5.965.000; Machine Gun Kelly feat. Camila Cabello                           |
| 2017 | Hey Ma The Fate of the Furious: The Album             | DE64 (3 Wo.)DE | AT73 (1 Wo.)AT | CH30 (12 Wo.)CH | — | US— GoldUS | Erstveröffentlichung: 10. März 2017 Verkäufe: + 670.000; Pitbull & J Balvin feat. Camila Cabello                               |
| 2017 | Know No Better Know No Better (EP)                    | DE40 (17 Wo.)DE | AT45 (12 Wo.)AT | CH30 (15 Wo.)CH | UK15 Platin · (16 Wo.)UK | US87 Gold · (3 Wo.)US | Erstveröffentlichung: 1. Juni 2017 Verkäufe: + 1.608.333; Major Lazer feat. Travis Scott, Camila Cabello & Quavo               |
| 2017 | Almost Like Praying –                                 | — | — | — | — | US20 (1 Wo.)US | Erstveröffentlichung: 6. Oktober 2017 Lin-Manuel Miranda feat. Artists for Puerto Rico                                         |
| 2018 | Beautiful (Remix) –                                   | — | — | CH92 Gold · (5 Wo.)CH | UK33 Gold · (12 Wo.)UK | US26 ×4Vierfachplatin · (27 Wo.)US | Erstveröffentlichung: 2. August 2018 Verkäufe: + 5.330.000; Bazzi feat. Camila Cabello                                         |
| 2019 | Find U Again Late Night Feelings                      | — | — | CH83 (1 Wo.)CH | UK27 Silber · (13 Wo.)UK | — | Erstveröffentlichung: 30. Mai 2019 Verkäufe: + 405.000; Mark Ronson feat. Camila Cabello                                       |
| 2019 | South of the Border No. 6 Collaborations Project      | DE33 Gold · (21 Wo.)DE | AT38 Platin · (15 Wo.)AT | CH19 (31 Wo.)CH | UK4 ×2Doppelplatin · (23 Wo.)UK | US49 Gold · (12 Wo.)US | Erstveröffentlichung: 12. Juli 2019 Verkäufe: + 3.370.000; Ed Sheeran feat. Camila Cabello & Cardi B                           |
| 2024 | Move (Remix) –                                        | — | — | — | — | — | Erstveröffentlichung: 11. Oktober 2024 Verkäufe: + 20.000; Keinemusik, Adam Port, Stryv, Orso & Malachiii feat. Camila Cabello |

## Musikvideos
| Jahr | Titel                           | Interpretation                                      | Regie                      |
| ---- | ------------------------------- | --------------------------------------------------- | -------------------------- |
| 2015 | I Know What You Did Last Summer | Shawn Mendes und Camila Cabello                     | Ryan Pallotta              |
| 2016 | Bad Things                      | Machine Gun Kelly und Camila Cabello                | Bad Things                 |
| 2017 | Hey Ma                          | Pitbull, J Balvin und Camila Cabello                |                            |
| 2017 | Crying in The Club              | Camila Cabello                                      | Emil Nava                  |
| 2017 | Know No Better                  | Major Lazer, Travis Scott, Quavo und Camila Cabello | Philip Andelman            |
| 2017 | Havana                          | Camila Cabello und Young Thug                       | Dave Meyers                |
| 2017 | Almost Like Praying             | Lin-Manuel Miranda und Artists for Puerto Rico      |                            |
| 2018 | Never Be The Same               | Camila Cabello                                      | Grant Singer               |
| 2019 | Señorita                        | Shawn Mendes und Camila Cabello                     | Dave Meyers                |
| 2019 | Liar                            | Camila Cabello                                      | Dave Meyers                |
| 2019 | Living Proof                    | Camila Cabello                                      | Alan Ferguson              |
| 2020 | My Oh My                        | Camila Cabello und DaBaby                           | Dave Meyers                |
| 2021 | Don‘t Go Yet                    | Camila Cabello                                      | Philippa Price, Pilar Zeta |
| 2021 | Million to One                  | Camila Cabello                                      | Kay Kanon                  |
| 2022 | Bam Bam                         | Camila Cabello und Ed Sheeran                       | Mia Barnes                 |
| 2022 | Psychofreak                     | Camila Cabello und Willow Smith                     | Charlotte Rutherford       |

## Promoveröffentlichungen
Promo-Singles

| Jahr | Titel Album                                | Höchstplatzierung, Gesamtwochen, AuszeichnungChartplatzierungen (Jahr, Titel, Album, Platzierungen, Wochen, Auszeichnungen, Anmerkungen) | Höchstplatzierung, Gesamtwochen, AuszeichnungChartplatzierungen (Jahr, Titel, Album, Platzierungen, Wochen, Auszeichnungen, Anmerkungen) | Höchstplatzierung, Gesamtwochen, AuszeichnungChartplatzierungen (Jahr, Titel, Album, Platzierungen, Wochen, Auszeichnungen, Anmerkungen) | Höchstplatzierung, Gesamtwochen, AuszeichnungChartplatzierungen (Jahr, Titel, Album, Platzierungen, Wochen, Auszeichnungen, Anmerkungen) | Höchstplatzierung, Gesamtwochen, AuszeichnungChartplatzierungen (Jahr, Titel, Album, Platzierungen, Wochen, Auszeichnungen, Anmerkungen) | Anmerkungen                                                               |
| Jahr | Titel Album                                | DE | AT | CH | UK | US | Anmerkungen                                                               |
| ---- | ------------------------------------------ | --- | --- | --- | --- | --- | ------------------------------------------------------------------------- |
| 2017 | Real Friends Camila                        | — | — | — | UK— SilberUK | US— GoldUS | Erstveröffentlichung: 8. Dezember 2017 Verkäufe: + 1.610.000              |
| 2017 | Love Incredible 9                          | — | — | — | — | — | Erstveröffentlichung: 2017 Cashmere Cat feat. Camila Cabello              |
| 2019 | Living Proof Romance                       | — | — | — | — | — | Erstveröffentlichung: 22. November 2019                                   |
| 2020 | The Christmas Song Wonder (Holiday Deluxe) | DE64 (6 Wo.)DE | AT65 (2 Wo.)AT | — | — | — | Erstveröffentlichung: 11. Dezember 2020 Shawn Mendes feat. Camila Cabello |

## Statistik

### Chartauswertung
|                     | DE    | AT    | CH    | UK    | US    |
| ------------------- | ----- | ----- | ----- | ----- | ----- |
| Nummer-eins-Alben   | DE—DE | AT—AT | CH—CH | UK—UK | US1US |
| Top-10-Alben        | DE1DE | AT1AT | CH1CH | UK2UK | US3US |
| Alben in den Charts | DE4DE | AT4AT | CH4CH | UK4UK | US4US |

|                       | DE     | AT     | CH     | UK     | US     |
| --------------------- | ------ | ------ | ------ | ------ | ------ |
| Nummer-eins-Singles   | DE1DE  | AT1AT  | CH1CH  | UK2UK  | US2US  |
| Top-10-Singles        | DE2DE  | AT3AT  | CH3CH  | UK5UK  | US4US  |
| Singles in den Charts | DE15DE | AT15AT | CH20CH | UK23UK | US23US |

### Auszeichnungen für Musikverkäufe
| Land/RegionAuszeichnungen für Musikverkäufe (Land/Region, Auszeichnungen, Verkäufe, Quellen) | Silber     | Gold         | Platin         | Diamant       | Verkäufe   | Quellen                 |
| -------------------------------------------------------------------------------------------- | ---------- | ------------ | -------------- | ------------- | ---------- | ----------------------- |
| Australien (ARIA)                                                                            | —          | 3× Gold3     | 40× Platin40   | —             | 2.905.000  | aria.com.au             |
| Belgien (BRMA)                                                                               | —          | 4× Gold4     | 5× Platin5     | —             | 250.000    | ultratop.be             |
| Brasilien (PMB)                                                                              | —          | 8× Gold8     | 30× Platin30   | 14× Diamant14 | 3.760.000  | pro-musicabr.org.br     |
| Chile (IFPI)                                                                                 | —          | Gold1        | —              | —             | 40.000     | Einzelnachweise         |
| Dänemark (IFPI)                                                                              | —          | 9× Gold9     | 11× Platin11   | —             | 1.270.000  | ifpi.dk                 |
| Deutschland (BVMI)                                                                           | —          | 4× Gold4     | Platin1        | Diamant1      | 2.500.000  | musikindustrie.de       |
| Finnland (IFPI)                                                                              | —          | —            | Platin1        | —             | 40.000     | Einzelnachweise         |
| Frankreich (SNEP)                                                                            | —          | 8× Gold8     | 3× Platin3     | 3× Diamant3   | 2.083.332  | snepmusique.com         |
| Griechenland (IFPI)                                                                          | —          | 3× Gold3     | Platin1        | —             | 50.000     | Einzelnachweise         |
| Indien (IMI)                                                                                 | —          | —            | 71× Platin71   | —             | 8.520.000  | Einzelnachweise         |
| Irland (IRMA)                                                                                | —          | Gold1        | Platin1        | —             | 22.500     | Einzelnachweise         |
| Italien (FIMI)                                                                               | —          | 7× Gold7     | 14× Platin14   | —             | 1.140.000  | fimi.it                 |
| Japan (RIAJ)                                                                                 | —          | 2× Gold2     | —              | —             | —          | riaj.or.jp              |
| Kanada (MC)                                                                                  | —          | 4× Gold4     | 36× Platin36   | 2× Diamant2   | 4.640.000  | musiccanada.com         |
| Kolumbien (ASINCOL)                                                                          | —          | —            | Platin1        | —             | 20.000     | Einzelnachweise         |
| Malaysia (RIM)                                                                               | —          | —            | 4× Platin4     | —             | 800.000    | Einzelnachweise         |
| Mexiko (AMPROFON)                                                                            | —          | 11× Gold11   | 10× Platin10   | 2× Diamant2   | 1.610.000  | amprofon.com.mx         |
| Neuseeland (RMNZ)                                                                            | —          | Gold1        | 34× Platin34   | —             | 997.500    | radioscope.co.nz NZ2    |
| Niederlande (NVPI)                                                                           | —          | —            | Platin1        | —             | 40.000     | nvpi.nl                 |
| Norwegen (IFPI)                                                                              | —          | 4× Gold4     | 18× Platin18   | —             | 980.000    | ifpi.no                 |
| Österreich (IFPI)                                                                            | —          | 4× Gold4     | 9× Platin9     | —             | 330.000    | ifpi.at                 |
| Peru (UNIMPRO)                                                                               | —          | Gold1        | —              | —             | 3.000      | Einzelnachweise         |
| Philippinen (PARI)                                                                           | —          | —            | 2× Platin2     | —             | 300.000    | Einzelnachweise         |
| Polen (ZPAV)                                                                                 | —          | 5× Gold5     | 15× Platin15   | 3× Diamant3   | 1.235.000  | olis.pl                 |
| Portugal (AFP)                                                                               | —          | 4× Gold4     | 17× Platin17   | —             | 190.000    | Einzelnachweise         |
| Schweden (IFPI)                                                                              | —          | 5× Gold5     | 9× Platin9     | —             | 855.000    | sverigetopplistan.se    |
| Schweiz (IFPI)                                                                               | —          | 4× Gold4     | 12× Platin12   | —             | 280.000    | hitparade.ch            |
| Singapur (RIAS)                                                                              | —          | Gold1        | —              | —             | 5.000      | rias.org.sg             |
| Spanien (Promusicae)                                                                         | —          | 6× Gold6     | 21× Platin21   | —             | 1.360.000  | elportaldemusica.es ES2 |
| Südkorea (KMCA)                                                                              | —          | —            | Platin1        | —             | —          | circlechart.kr          |
| Ungarn (MAHASZ)                                                                              | —          | —            | Platin1        | —             | 4.000      | slagerlistak.hu         |
| Vereinigte Staaten (RIAA)                                                                    | —          | 7× Gold7     | 30× Platin30   | Diamant1      | 43.030.000 | riaa.com                |
| Vereinigtes Königreich (BPI)                                                                 | 5× Silber5 | 5× Gold5     | 16× Platin16   | —             | 12.613.000 | bpi.co.uk               |
| Insgesamt                                                                                    | 5× Silber5 | 112× Gold112 | 415× Platin415 | 26× Diamant26 |            |                         |